# Darwin Cook
Darwin Louis Cook  (nacido el 6 de agosto de 1958 en Los Ángeles, California)  es un exjugador de baloncesto estadounidense. Con 1.91 de estatura, jugaba en la posición de base. Formó junto con su compatriota Darren Daye una de las parejas de norteamericanos más sólidas de la LEGA, haciendo ganar al equipo adriático sus primeras y únicas ligas que atesoran en su palmarés.

## Equipos
- Crenshaw High School
- 1976-1980 University of Portland
- 1980-1986 New Jersey Nets
- 1986-1987 Washington Bullets
- 1987-1988 La Crosse Catbirds
- 1987-1988 Scavolini Pesaro
- 1988-1989 San Antonio Spurs
- 1988-1989 Denver Nuggets
- 1989-1991 Scavolini Pesaro
- 1991-1992 Quad City Thunder